# 電気料金
電気料金（でんきりょうきん）は、電気エネルギーの料金（価格）のことである。

## 概説
「電気料金」とは、電力（電気エネルギー）に対してつけられている価格であり、国ごとに制度が異なっており、通常、様々な価格帯から構成されている。
同一地域で複数の電力会社が競合するしくみを採用している国では、価格競争が起き、電気料金が低くなる傾向がある。
極東アジアの状況に関して言うと、日本の電気料金は、韓国の2～3倍に当たり、かなり高い。その結果、日本国内の工場が海外に移転してしまう（産業空洞化）、という結果を生んでいる。電気料金が高いと結果として製品価格まで高くなってしまい製品の競争力が下がる。（特に電気を大量に使う生産では）電気料金が安い場所で生産したほうが製造コストの観点から有利であるため、電気料金が高い日本国内を避けて安い場所へ移転させようとすることになるのである。
国営や公営の電力会社の場合、他の公共料金と合算請求する国もあり、韓国電力公社では韓国放送公社の受信料を電気代と合わせて徴収している。

## EUおよびユーロ圏の電気料金

### 概要
ヨーロッパにおける電気料金は、EU連合のユーロスタットが集計・分析し、月ごとに公表している。データは、2012年5月に公表された「統計白書アーカイブVol.4―農業、環境、エネルギー、輸送」のように定期的に集計・分析されている。
2011年の欧州連合（27カ国）平均電気料金は、ユーロスタットの発表によると以下のとおりである。
- 家庭顧客は17.8 ct/kWh（税金・賦課金・課徴金込）
- 産業顧客は11.0 ct/kWh（税金・賦課金・課徴金込）

この価格はコストが発生するすべての料金、つまり電力供給価格（発電・送配電）と、課徴金、賦課金、税を含んでいる。つまり顧客に帰属し、免除・返金されない料金であり、個人顧客にとっては、付加価値税を含むすべての課徴金、賦課金、税をさし、企業顧客にとっては付加価値税のみを含む。というのも、これらの支出は、通常はVorsteuerabzug|控除の対象となり返金されることがあるからである。さらにEU諸国では、支払う課徴金・賦課金はドイツとは異なる。
ユーロスタットはユーロ圏（17カ国）の平均電気料金も算出している。ユーロ圏の価格水準は、EU平均と比べて若干高めである。2011年のユーロ圏の平均電気料金は以下のとおりである。
- 家庭顧客は19.3 ct/kWh
（税金・賦課金・課徴金込）[1]
- 産業顧客は、11.8 ct/kWh
（転嫁できない税金・賦課金・課徴金は除く）[2]

|                                                                     |                                                                                       |
| 家庭顧客の平均電気料金（税金・賦課金・課徴金込） 出典ユーロスタット | 産業顧客の平均電気料金（転嫁できない税金・賦課金・課徴金は除く） 出典: ユーロスタット |
| ■付加価値税, ■課徴金, ■再エネ賦課金, ■発電・送配電コスト、事業報酬  | ■課徴金, ■発電・送配電コスト、事業報酬                                                |

### 集計方法と概念
ユーロスタットによると、家庭顧客である私的な消費者は、年間500～5,000kWh/aの電力使用量として記録されている。料金体系の変動幅と年間消費量の違いを組みこむために、調査は5つの世帯区分を行なっている。EUの平均値は、私的領域（2009年基準）における国ごとの電力消費量を手がかりに、統計的な重み関数によって算出されている。企業顧客である企業は、年間50万～200万kWh/aの電力使用量で記録されている。調査はEU委員会（2007/394/EG）の決議との関連で調整されている。様々な料金体系と消費量の変動幅は、この領域では7つのグループに区分されている。EU平均の予想値は、家庭顧客と同様に、産業部門でも、国ごとの消費の重み関数によって集計されている。

### 詳細
家庭顧客の場合、2011年のユーロ圏ではドイツ（25,3 ct/kWh）とキプロス（24,1 ct/kWh）、ベルギー（24,1 ct/kWh）と極めて高いのに対して、ギリシア（12,4 ct/kWh）、エストニア（10,4 ct/kWh）が極めて低く、その価格差はおよそ2倍である。賦課金・課徴金・税金の割合は、ユーロ圏の平均は32%であり、ドイツは約45%、マルタは約5%である。
産業顧客の場合、2011年のユーロ圏では、キプロス（24,1 ct/kWh）とイタリア（19,1 ct/kWh）が極めて高いのに対して、フィンランド（9,7 ct/kWh）とエストニア（9,1 ct/kWh）は極めて低く、その価格差はおよそ2倍である。ドイツでは産業顧客の電気料金は、ユーロ圏加盟国のなかでは平均水準に留まっている。賦課金・課徴金・税金の割合（転嫁できない税を除く）は、平均20%であり、ドイツは30%、イタリアは28%、アイルランドは2.6%、マルタは0%である。

## ドイツにおける電気料金

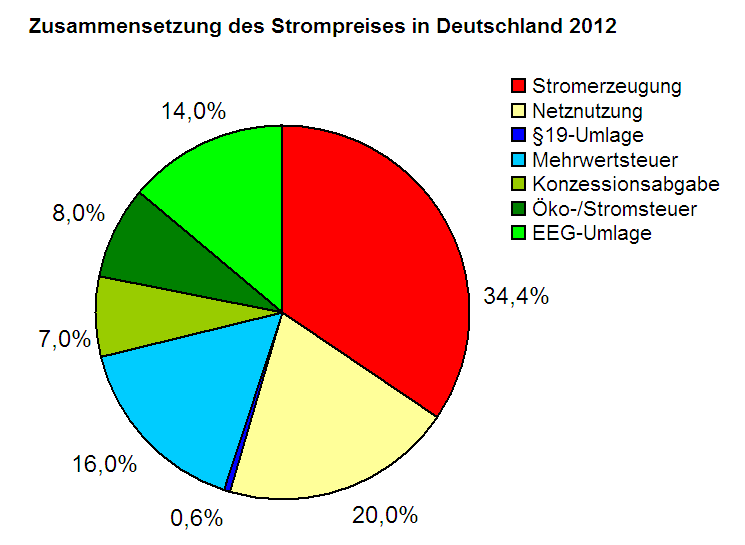
2012年ドイツにおける電気料金の価格構成（BDEW, 2012年5月時点）
■発電コスト, ■電線使用料, ■第19条賦課金, ■付加価値税, ■営業ライセンス課徴金, ■電気税, ■再エネ賦課金

### 電気料金の平均価格
ドイツの家庭用電気料金の平均は、25.7 ct/kWh（2012年5月時点）である。このうち、54.4%が電気供給費用（34.4%が発電、20%が送配電）、21.6%が課徴金（Abgaben）と賦課金（Umlagen）であり、24%が税金である。
ドイツの産業用電気料金は、家庭よりも低く設定されている。ドイツ連邦エネルギー・水道事業連盟（Bundesverband der Energie- und Wasserwirtschaft; BDEW）によると、100kW～4,000kWの電力を使用する顧客の電気料金は、2011年時点では、平均13.58 ct/kWhである。電力購買量は大きくても、中電圧レベルに接続する場合には、電線費用は安くなり、付加価値税は控除（詳細は売上税法を参照）されて相殺されることもある。
ヨーロッパの電気料金については、ユーロスタットが、加盟国からの申告と調査に基づいて算出している。それによると、ドイツの家庭用電気料金は、2011年には、平均25.4 ct/kWh（税込）であり、この数は、ドイツ連邦統計庁とBDEWのものとも一致している。またドイツの産業用電気料金は、2011年には、付加価値税および課徴金の負担なしで平均11.3 ct/kWhであると確認している（詳細は#集計方法と概念を参照）。産業用顧客である企業は、年間に50万～200万kWh/aの電力を使用しているとされている。

### 電気料金の内訳

#### 発電費用
電気事業としての電気料金は、欧州エネルギー取引所やライプツィヒの電力取引所のような電力卸売市場で広範囲にわたって決まっている。発電費用には、発電コストやEU排出権取引のコストだけでなく、発電事業者の利益も含まれている。発電価格は、家庭用では平均8.9 ct/kWhである。
電気の卸売市場での価格は、（電力市場ではメリットオーダーと呼ばれる）取引メカニズムによって生じる。限界費用の安いもの（原発や褐炭火力発電所）から始まって、限界費用の高いもの（石炭やガス発電）が需要を満たすまで加えられていき、落札された最終的な価格が電気料金となる（Market Clearing Price）。つまり電気料金は、電力需要を満たしたときに最も高かった発電所によって決まる。安い発電所は、実費と市場価格の差異（生産者余剰）で儲けを出すだけでなく、高い発電所を閉めだすことで消費者にも利益になる(消費者余剰)。
欧州エネルギー取引所では、確かにドイツで短期間に取引された電力の1/4が売却されるだけである。しかしながら、そこでの価格は市場外取引での価格を設定する際の参考としても用いられている。スポット市場（Spotmarkt）では、翌日の需要は、コマごとにまとめて（Blockprodukte）、ベース負荷時・ピーク負荷時・1時間ごとの契約によって負荷管理を行いながら取引されている。デリバティブ市場（Terminmarkt）では、（最長数年間の）長期間の供給契約が行われている。

#### 送配電費用
電力の送配電は、送電系統運用者と地域ごとの配電事業者が行なっており、それに必要な報酬は、国の市場規定で定められている。その法的根拠は電力送配電報酬条例である。この法律は、2005年以前の電気事業団体協定に取って代わったものである。その後、2007年11月7日にはインセンティブ調整条例が施行された。
ドイツ連邦ネットワーク庁（Bundesnetzagentur）によると、家庭顧客の電線利用料は、2010年には合計6 ct/kWhとなり、電気料金の25%を占めた。この価格は、2006年以来、20%以上も低下してきている。高い電圧を使用している法人顧客に対しては、電線利用料の割合はもっと安くなっている。

#### 課徴金・賦課金
国が義務づけた電力供給の課徴金と賦課金には、ドイツでは今のところ、4つの種類がある。これらの費用は、家庭の場合、電気料金の21.6%を占めている。
- 営業ライセンス課徴金（ドイツ語版）は、道路交通法上の清掃費用として、地方自治体で導入された。この条例は、1935年のエネルギー事業法（ドイツ語版）に起因しており、その後何度も改正されたものの、残り続いている。その収入は、地方自治体にとっては重要な財源となっている。
- 再生可能エネルギー賦課金（ドイツ語版）は、再生可能エネルギー法（ドイツ語版）によって、2000年に導入された。この賦課金は、再生可能エネルギーへの参入障壁を緩和するものであり、その金額は、支出（再生可能エネルギーの蓄電装置にかかる費用）と収入（再生可能エネルギーの売電）の差額から、計算されている。[7]
- 熱電併給賦課金（ドイツ語版）は、熱電併給法（ドイツ語版）によって2002年に導入された。この法律は、熱電併給（コジェネレーション）機器からの発電促進を目的とする。
- 電力送配電報酬条例（ドイツ語版）第19条2項賦課金は、2005年に電力集約型企業の安い電線利用料を埋め合わせるために導入された。

これらの賦課金・課徴金は、2011年のDEEWの発表によると、営業ライセンス課徴金では21.3億ユーロ、再生可能エネルギー賦課金では96億ユーロ、熱電併給賦課金では1.3億ユーロとなっている（ただしこの発表には、家庭用顧客は含まれていない）。
電力を多く使う企業は、再生可能エネルギー賦課金を完全に、あるいはほとんど払っていない。この例外規定は極端であると、連邦ネットワーク庁は非難している。それによると、数百の企業が、電力のおよそ18%を使っているが、再生可能エネルギー賦課金は全体のうちの0.3%しか払っておらず、この費用は消費者が負担させられている。

#### 税
ドイツには電力供給税として、以下のものがある。
- 電気税（ドイツ語版）（環境税（ドイツ語版））：環境問題解決の促進、年金拠出率の低減と安定化（2011年にはおよそ62億ユーロが充てられた）[5]。
- 売上税（ドイツ語版）：電力供給、および特定の課徴金・賦課金、また再エネ賦課金に対しても課税される。電力の販売から、2011年には売上税の収入は124億ユーロを達成した。一般家庭にとっては、この2つの税は、電気料金のおよそ24%になる[5]。

それ以上に、例えば核燃料税のような第一次エネルギー資源の使用にも、2011年～2016年に新しい核燃料が投入される場合には、税が徴収される。

### 年間の平均電気料金
|                                              | 1世帯あたり | 住民1人あたり |
| -------------------------------------------- | ----------- | ------------- |
| 年間電力消費量                               | 3465 kWh    | 1713 kWh      |
| 月額消費支出                                 | 3067 €      | 1516 €        |
| 電気料金 （2011年の平均単価： 25.23 ct/kWh） | 72,90 €     | 36,00 €       |
| 消費支出の割合                               | 2,4 %       | 2,4 %         |

一般家庭の平均的な電気料金は、2012年10月時点で、25.9 ct/kWhであった。2011年の一般家庭の支出のうち、電気代は2.4%を占める（右の図参照）。1998年～2011年のあいだでに電気料金は上昇しているが、ドイツ連邦エネルギー・水道事業連盟の発表によると、平均的な3人家庭の状況は、以下の表の通りである。この表が想定しているのは、平均的な家庭の年間電力消費量である3,500kWhである。それによると、平均的な家庭用電気料金は、1998年～2012年のうちで、1kWhあたり17.1 ct～25.9 ctと51.5%上昇しており、また毎年3.7%ずつ上昇していることになる。
この表には、電気料金に組み込まれている、発電費用・送配電費用・事業報酬、他の様々な税が示されている。発電費用、送配電費用、事業報酬は、市場の自由化の結果として、2000年前後には一旦低下しているが、再び上昇している。コジェネ機器や再生可能エネルギーから発電した際のコスト超過は、熱電併給賦課金と再エネ賦課金が補っており、第19条賦課金は電線利用料免除によって生じた費用を補っている。この点で、これらの賦課金の費用も、発電・送配電・事業報酬のコストに追加することもできるであろう。
| 年次 | 発電・送配電コスト, 事業報酬 | 営業ライセンス課徴金 | 熱電併給賦課金 | 電気税 | 再生可能エネルギー賦課金 | 第19条賦課金 | 売上税 | 合計電気料金 | 1998年以降のインフレを除去した合計 | 税・課徴金・賦課金の割合 [%] |
| ---- | ---------------------------- | -------------------- | -------------- | ------ | ------------------------ | ------------ | ------ | ------------ | ---------------------------------- | ---------------------------- |
| 1998 | 12,91                        | 1,79                 | 0,00           | 0,00   | 0,08                     | 0,00         | 2,33   | 17,11        | 17,11                              | 24,5 %                       |
| 1999 | 11,59                        | 1,79                 | 0,00           | 0,77   | 0,10                     | 0,00         | 2,28   | 16,53        | 16,50                              | 29,9 %                       |
| 2000 | 8,62                         | 1,79                 | 0,13           | 1,28   | 0,20                     | 0,00         | 1,92   | 13,94        | 13,73                              | 38,1 %                       |
| 2001 | 8,60                         | 1,79                 | 0,20           | 1,53   | 0,23                     | 0,00         | 1,97   | 14,32        | 13,80                              | 39,9 %                       |
| 2002 | 9,71                         | 1,79                 | 0,25           | 1,79   | 0,35                     | 0,00         | 2,22   | 16,11        | 15,32                              | 39,7 %                       |
| 2003 | 10,23                        | 1,79                 | 0,33           | 2,05   | 0,42                     | 0,00         | 2,37   | 17,19        | 16,15                              | 40,5 %                       |
| 2004 | 10,82                        | 1,79                 | 0,31           | 2,05   | 0,51                     | 0,00         | 2,48   | 17,96        | 16,70                              | 39,7 %                       |
| 2005 | 11,22                        | 1,79                 | 0,34           | 2,05   | 0,69                     | 0,00         | 2,57   | 18,66        | 16,97                              | 39,9 %                       |
| 2006 | 11,75                        | 1,79                 | 0,31           | 2,05   | 0,88                     | 0,00         | 2,68   | 19,46        | 17,33                              | 39,6 %                       |
| 2007 | 12,19                        | 1,79                 | 0,29           | 2,05   | 1,03                     | 0,00         | 3,29   | 20,64        | 18,13                              | 40,9 %                       |
| 2008 | 13,01                        | 1,79                 | 0,19           | 2,05   | 1,16                     | 0,00         | 3,46   | 21,65        | 18,44                              | 39,9 %                       |
| 2009 | 14,12                        | 1,79                 | 0,24           | 2,05   | 1,31                     | 0,00         | 3,71   | 23,21        | 19,56                              | 39,2 %                       |
| 2010 | 13,89                        | 1,79                 | 0,13           | 2,05   | 2,05                     | 0,00         | 3,78   | 23,69        | 19,80                              | 41,3 %                       |
| 2011 | 13,80                        | 1,79                 | 0,03           | 2,05   | 3,53                     | 0,00         | 4,03   | 25,23        | 20,70                              | 45,3 %                       |
| 2012 | 14,17                        | 1,79                 | 0,002          | 2,05   | 3,592                    | 0,15         | 4,13   | 25,89        |                                    | 45,3 %                       |

1. ↑  全発電コストではない。その年の再エネ・熱電併給賦課金のコストを除いた発電コスト。
2. ↑  熱電併給法で決済される電気のコスト。
3. ↑  再生可能エネルギー賦課金で決済されるコスト
4. ↑  2000年4月までは電気料金法（ドイツ語版）による支払い。
5. ↑  電力送電報酬条例第19条第2項のコスト。電力流通システムオペレータは、消費者に近い川下配電オペレータの損失を補償するよう義務づけられており、電線使用料からの収益と損失を相互に補わなければならない。つまりこの賦課金は、送電コストの一部をなしている。[14]
6. ↑  熱電併給賦課金、再生可能エネルギー賦課金、第19条賦課金のコストを含む
7. ↑  2012年10月時点

1998年以降に全くインフレが起こらなかったとしたら、2011年の電気料金は20.7 ct/kWhとなっていたことになり、1998年から21%上昇していたことになる。
| |                                                                 |
| 1998年～2011年の電気料金 1998年から全くインフレが起こらなかった場合 上記図表から作成。第19条賦課金は2011年までは0。 | 1998年～2012年の名目電気料金 上記図表から作成。第19条賦課金除く |
| ■売上税, ■電気税, ■再エネ賦課金, ■熱電併給賦課金, ■営業ライセンス課徴金, ■発電・送配電コスト、事業報酬              |                                                                 |

ドイツにおける電気料金の推移に影響しているのは、2005年7月13日のエネルギー事業法である。法改正で立法機関は、連邦レベル・州レベルの双方で規制当局の設置を決定した。将来的には、すべての電線利用料は、連邦ネットワーク庁か州の規制当局の許可を受けなければならなくなる。さらに、電線網へのアクセスは無差別に規制され、エンドユーザーは発電業者を自由に選べる。このような市場競争を促進する措置によって、政治は電気料金の下落を約束している。連邦裁判所は2011年6月に規制の一部は無効であると宣言し、その結果、ネットオペレーターは2012年に電線使用料を上げることができるようになった。

### 電気料金メニュー

#### 電気料金の仕組み
家庭と小規模事業者の料金体系は、消費量（利用されたkWh）に応じた電力量料金と、消費量には関係ない基本料金から成り立っている。大口顧客の場合には、会計期間の最大電力需要に応じた出力料金が加わる。この基本システムによって、電気供給事業者は、電力需要と電力消費量に応じて様々な料金体系を提供することができる。

#### 基本供給
電力供給事業者は、誰もが電気の供給を受ける権利をもった料金表を提示しなければならない。この料金体系は、過去にはいわゆる「一般料金表」（Allgemeine Tarife）と表示されており、料金体系には連邦電気料金規則（Bundestarifordnung Elektrizität）に従って2007年半ばまでは州当局の認可が必要であり、電気供給事業者がそれを申請しなければならなかった。エネルギー事業法が改正されてからは、第39条に基づき、「一般価格表」（Allgemeine Preise）として表示されるようになった。電気を注文すれば、「一般価格表」に基づいて自動的に供給契約が成立する。

#### 家庭契約
家庭の電気供給契約は、通常、電力量料金と基本料金から構成されている。電気供給者の見解によると、この二つに分かれた料金システムは、いくつもの料金に分かれた事業者契約や特別契約よりも消費者にとってわかりやすい。従量料金だけの料金メニューも存在する。
- 電力量料金：使用した電気が1kWhあたりのユーロ（または ct換算）単位で課金される。
- 基本料金（準備料＋手数料）：準備料金は、電気の供給を準備するのに必要なコストに与えられる。手数料（Verrechnungspreis）は、計測機器（メーター、および付属部品）、パワーメーター、請求書発行、徴収費用（Inkasso）に使われる。支払いは一ヶ月ごとか一年ごとである。
- 従量料金：2011年から、電気事業者が従量料金制を提供することが法的に規定されたエネルギー事業法第40条第5項。デジタルメーター（いわゆるスマートメーターの組み込みが2010年以降、新しい建造物と改修済み建造物に義務づけられている）は、たえず電力使用量を可視化している。進化したデバイス・コントローラによってより細かく使用量が分かるようになれば、電力使用量と電気料金を低下させることができるようになる。そのための様々な（研究上の）プロジェクトが始まっている。

電気事業者は、電気料金のさらなるメニューを提供して、同時に法的な要求と顧客のニーズにも反応にしている。支払方法の多様性（電力量料金と基本料金の関係）だけでなく、様々な電気の種類（火力発電、再生可能エネルギー、あるいは両者のミックス）も選べるようになっている。再エネ促進のコストや外部性で生じるコストという観点において、再生可能エネルギー代理店は家庭世帯の電気料金の情報を提供している。

#### 事業所料金
事業所料金も、通常は電力量料金と基本料金から価格が構成されており、その際、基本料金は、手数料と固定電力料金に分かれることがある。手数料には、計測機器、パワーメーター、請求書発行、徴収料金が含まれ、固定料金は準備料金を指す。

#### 特別契約
事業所および産業用の電力消費者に対しては、個人的に調整された特別契約が締結されており、たいてい契約期間は1年以上である。特別契約の電気料金は、州当局ではなく、電力市場の競合によって決まる。価格構成は、家庭や事業所と比べて大規模である。最大消費電力は、支払い規模によってさらに変わる。さらに年間10万kWh以上の電力消費者には、そこに登録型電力測定が行われ、会計期間の高度な電力需要を含んでいる。
事業所および産業用顧客に対する特別契約の価格構成は、以下のものである。
- 電力量料金
- 平均電力（ドイツ語版）
- 出力料金：会計期間、会計単位（€/kW）の高い平均電力（ドイツ語版）に必要な報酬
- 基本料金と計測料金
- 無効電流（ドイツ語版）

### 電気料金をめぐる政策議論

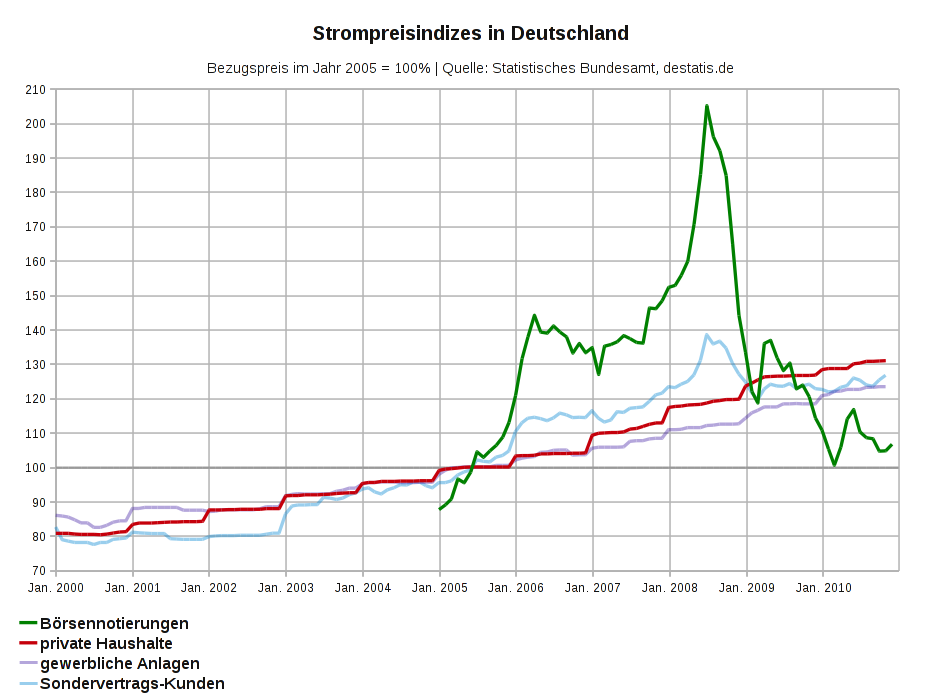
電気料金の推移（基準年2005年を100とした場合）
――世帯, ――電力取引市場, ――事業所, ――特別契約

電気料金をめぐる議論では、近年の急激な電気料金の上昇がほとんど中心的な地位を占めている。その原因は、多くの場合、再エネ法による再生可能エネルギーの促進にあると見られている。再エネ賦課金は、今のところ電気料金の14.2%を占める。近年の料金上昇は、発電・送配電コスト、企業の利益、それと同様に電気税や売上税によって生じている（図表「ドイツにおける3人世帯の平均的電気料金」を参照）。他方では、再生可能エネルギーは、電気取引市場におけるいわゆるメリットオーダー効果によって、価格が減少するという結果も生じている。フラウンホーファー・システム・イノベーション研究所の研究によると、再生エネルギーからの電力は、2010年には取引市場価格でおよそ5 ct/kWhの価格抑制が生じた。これは合計で28億ユーロの減額に相当する。電力を使う産業部門は、再エネ賦課金をほとんど払っていないが、取引市場の価格が低下すると利益になるので、エネルギー転換によって経済的な利益を得ている。産業分野の電気料金は、2011年には4年前と同じ水準にまで下落した。
この議論では、以下のような様々な意見が見られる。
- そもそも電気料金は、それほど上昇していない。
連邦政府のモニタリングポストの専門委員会は2012年に次のことを確認している。「2011年までの電気料金の上昇は、収集した見地のなかでは、世間でよく言われているほど劇的には進まなかった。名目上の国内総生産に使う電気代の割合は、2011年には2.5%であり、これは1991年と同水準である」[25]。
- 料金が上昇したのは、再エネの促進が原因ではなく、政策、取引市場の仕組み、現行の再エネ法が原因である。
ドイツ再生可能エネルギー連盟（ドイツ語版）によると、再生可能エネルギーの推進によって上昇したコストのほとんどは、再エネの促進によって直接起こったのではなく、産業界への例外規定が拡大していること、取引市場価格の低下（取引市場で再生可能エネルギーが価格を下げた瞬間に、自動的に再エネ賦課金は上昇する。なぜなら、再エネ電力に必要な支出と再エネ電力の売却で設けた収入との差を埋めなければならないからである）、ならびに市場の新たなプレミアム価格（オプション価格）と流動性準備金が原因である[26][27]。再エネ部門の代表者たちは、再生可能エネルギーがもつ取引市場での価格抑制効果を指摘すると同時に、再生可能エネルギーは、特に産業用では電力価格を顕著に上げることはないであろうことを論じている[28]。正味産業部門は、メリットオーダー効果と再エネ促進の例外規定によって著しく軽減されている[29]。さらに、電力集約型の産業は、2011年の初めに遡って、電線使用料金を免除されており、それによって2013年にはおよそ8億ユーロを他の消費者が支払わなければならなくなる[30]。
- 料金上昇は、大電力会社が家庭の消費者に押し付けたため。
同盟90/緑の党の統一会派は、電力コンツェルンの価格上昇は、発電コストや再エネ促進費用を正確に後追いできない顧客たちに負担を押し付けて得た不当な収入であるとして批判している。他にも同盟90/緑の党は専門家の判定をあげている[31]。緑の党は、一般消費者の負担を押しつけていることを批判し、再生可能エネルギー法（ドイツ語版）の改正を要求している[32]。
- 電気料金をあげているのは電力事業者ではなく、国家（税や賦課金）である。
ドイツ連邦エネルギー・水道事業連盟（ドイツ語版）の説明によると、電力事業者は、顧客獲得の厳しい競争にさらされており、「勝手に高すぎる料金を請求することなどできない」。BDEW（ドイツ語版）は再生可能エネルギーを目指して国家の負担が増大していることについて責任をもつような政策を求めている[33]。BDEWの主張によると、2013年の初めに家庭の電気料金に含まれる税と賦課金・課徴金の割合は50%増大する。その根拠は、特に再エネ賦課金が上昇すること、および電線使用料が国家の決定で増大することにある[34]
- 産業空洞化は起こるか、起こらないか。
シンクタンクの新しい社会的市場経済のイニシアチブ（ドイツ語版）は「ドイツの産業空洞化」を懸念しており、特にアルミニウム産業や紙産業のように電力集約型の部門が海外に移転する可能性があると指摘している[35]。NGO団体のコンパクト（ドイツ語版）は、対抗キャンペーンを行い、工業企業の膨大な例外規定や取引市場での電気料金の低下を考慮するように指摘している[36][37]。例えばアルミニウム製造業者のノルスクハイドロは、ドイツの発電コストが安いので、生産量を3倍にすると発表した[38]。
- 再エネによる料金上昇というのは誇張。
ドイツ経済研究所（ドイツ語版）（DIW）は、2012年春季に行った研究で、価格の上昇と低下には様々な要因があるので、エネルギー転換で電気料金が上昇しているという警告は誇張されているとしている[39]。
- 電気料金上昇で多くの家庭が困っている。
消費センター（ドイツ語版）は、電気料金の上昇にさらされているのは、いつも貧しい家庭であると批判している。2010年には300万人以上もの人が支払の催促を受けた。34万世帯は、電気を止められそうになり、6万2千人の顧客が電気を本当に電気を止められた。平均15%の電気とガスの価格上昇は、多くの家庭にとって、エネルギーを「支払えない商品にさせている」[40]。
- マーケットの料金は下がっているのに、実際の電気料金は上がっている。
ドイツの環境大臣であるペーター・アルトマイヤーは、2012年11月に、ドイツでおよそ12%の価格上昇が予定されていることには、正当化できない部分があると批判している。「多くの電力供給者は、明らかに再エネ賦課金の上昇以上に、料金をあげています。[...]この上昇を理解するのは難しいでしょう。なぜなら、去年から取引市場での価格は広範囲にわたって低下しているからです」[41]。

## 日本における電気料金

### 電気料金の平均価格
家庭用の場合、総務省家計調査によると、2011年における家庭の平均電気料金は月8,188円であり、平均全消費支出は月247,223円であることから、およそ月間前消費支出に占める電気料金の割合は3.3%である
産業用の場合、資源エネルギー庁によると、2011年1月～3月の期間で、特別高圧で10.52円/kWh、高圧で14.76円/kWhという調査結果を発表している（税抜）。

### 電気料金の内訳

#### 発電費用
国家戦略室コスト等検証委員会は2011年12月19日に、発電コストに関する報告書を発表した。それによると、2010年の時点で、電源ごとの発電費用は、原子力8.9円/kWh、LNG火力10.7～11.1円/kWh、石油火力36～37.6円/kWh、風力（陸上）9.9～17.3円/kWh、地熱8.3～10.4円/kWh、太陽光30.1～45.8円/kWhとなっている。

#### 送電費用
10社の電力会社が2012年6月20日に、送電網の利用条件や接続料金の変更届を経済産業大臣に提出した。それによると、関西電力の場合、高圧電力の場合の標準送電費用は、2.63円/kWh、特別高圧の場合、1.23円/kWhであり、これに加えて、顧客企業に供給する電力が足りなくなった場合の「負荷変動対応電力」料金が、10.27円～42.22円/kWhの範囲で加わる。

#### 再エネ賦課金
2012年7月1日から再エネ特措法に基づき、再生可能エネルギーの固定価格買取制度が開始された。基本料金、電力量料金とは別に、再生可能エネルギー促進付加金が新たに付け加わる。
再生エネ付加金として、2012年7月～2013年3月は、全国平均で約0.30円/kWhが新たに課金される。その後上昇を続け、2016年（平成28年）5月からは2.25円/kWh、2017年（平成29年）5月からは2.64円/kWhとなった。その後も上昇を続け2022年（令和4年）5月からは3.45円/kWhとなる。

#### 税金
電気料金のなかには、消費税と、原発の維持促進に使われる「電源開発促進税」が含まれている。これらの税金は明細書には直接記載されていない。

### 電気料金メニュー

#### 家庭契約
日本の電力会社十社では、家庭用電気料金メニューは以下のとおりに構成されている
- 従量電灯契約（基本料金＋電力量料金）
- 時間帯別電灯契約（基本料金＋電力量料金）
電力量料金が消費量の多い昼間に高く、消費量の低い夜間に安くなっている。

家庭用電気料金には、以下のものが含まれる。
- 基本料金
- 電力量料金単価×使用電力量
- 燃料費調整単価×使用電力量
- 再生可能エネルギー促進付加金（太陽光発電促進付加金）

#### 事業者・産業部門の契約
基本料金の算定根拠となる契約電力契約電力は、実量制（デマンド、最大需要電力）と協議制（協議により決定する）の2つである。
- その月を含む過去1年間、各月の最大需要電力のうちで最も大きい値となる。
- ただし、電気使用開始から1年間の各月の契約電力は、電気使用開始月からその月までの最大需要電力のうち最も大きい値となる。

例えば、75kWで契約していた法人が、ある年の7月にはじめて契約電力を超えて80kW、8月に90kW、節電対策の結果9月に74kW、10月以降は74kWを超えなかった場合。8月の契約は80kW、9月の契約は90kWとなり、翌年の10月に74kWに下がる。一度でも契約した値を超えると、翌月からはその最大値に契約電力が更新され、基本料金が高くなったまま1年間下がることは無い。
最大需要電力は、30分単位の平均使用電力のうち、月間で最も大きい値を用いる。

### 電気料金を巡る問題
電気料金値上げの際に、電力に直接かかわる費用以外の金額が含まれるなどして、問題となるケースがある。例えば、関西電力は2012年に電気料金値上げを申請したが、その際、電力料金に社宅や寮の空き部屋等の維持費を電気料金算定の原価に含めるよう経済産業省に対し求めていたことが、2013年6月に判明。同省は、入居率が9割未満の物件についてはコストを減額した上で原価に計上することとしたが、同社が原価に含めようとした物件の中には、廃止され塩漬け状態となっている社宅跡も含まれていた。同社においては、役員報酬が電力料金に含まれていたことも明らかとなっており、「料金値上げの前に土地を売却すべき」だとの批判の声が多く聞かれる。